# Troféu Mundial por Equipes de Patinação Artística no Gelo de 2012
O Troféu Mundial por Equipes de Patinação Artística no Gelo de 2012 foi a segunda edição do Troféu Mundial por Equipes de Patinação Artística no Gelo, um evento de patinação artística no gelo organizado pela União Internacional de Patinação (em inglês:  International Skating Union) onde os patinadores artísticos, competem pelo troféu de campeão mundial por equipes. A competição foi disputada entre os dias 19 de abril e 22 de abril, na cidade de Tóquio, Japão.

## Eventos
- Equipes (Individual masculino + Individual feminino + Duplas + Dança no gelo)

## Medalhistas
| Evento           | Ouro | Prata | Bronze |
| Equipes detalhes | Takahiko Kozuka · Daisuke Takahashi · Kanako Murakami · Akiko Suzuki · Narumi Takahashi · Mervin Tran · Cathy Reed · Chris Reed · Japão | Jeremy Abbott · Adam Rippon · Ashley Wagner · Gracie Gold · Caydee Denney · John Coughlin · Meryl Davis · Charlie White · Estados Unidos | Patrick Chan · Kevin Reynolds · Amelie Lacoste · Cynthia Phaneuf · Meagan Duhamel · Eric Radford · Tessa Virtue · Scott Moir · Canadá |

## Competidores
| País           | Masculino                         | Feminino                           | Duplas                           | Dança no gelo                      |
| -------------- | --------------------------------- | ---------------------------------- | -------------------------------- | ---------------------------------- |
| Canadá         | Patrick Chan Kevin Reynolds       | Amelie Lacoste Cynthia Phaneuf     | Meagan Duhamel / Eric Radford    | Tessa Virtue / Scott Moir          |
| Estados Unidos | Jeremy Abbott Adam Rippon         | Ashley Wagner Gracie Gold          | Caydee Denney / John Coughlin    | Meryl Davis / Charlie White        |
| França         | Florent Amodio Brian Joubert      | Mae Berenice Meite Yretha Silete   | Daria Popova / Bruno Massot      | Nathalie Pechalat / Fabian Bourzat |
| Itália         | Paolo Bacchini Samuel Contesti    | Carolina Kostner Valentina Marchei | Stefania Berton / Ondrej Hotarek | Anna Cappellini / Luca Lanotte     |
| Japão          | Takahiko Kozuka Daisuke Takahashi | Kanako Murakami Akiko Suzuki       | Narumi Takahashi / Mervin Tran   | Cathy Reed / Chris Reed            |
| Rússia         | Zhan Bush Maxim Kovtun            | Alena Leonova Adelina Sotnikova    | Vera Bazarova / Yuri Larionov    | Elena Ilinykh / Nikita Katsalapov  |

## Resultados

### Pontuação por equipes
| Pos.              | País           | Pontos |
| ----------------- | -------------- | ------ |
| Medalha de ouro   | Japão          | 55     |
| Medalha de prata  | Estados Unidos | 53     |
| Medalha de bronze | Canadá         | 42     |
| 4                 | França         | 42     |
| 5                 | Rússia         | 39     |
| 6                 | Itália         | 39     |

### Individual masculino
| Pos. | Nome              | Nacionalidade  | Pontos | PC         | PL          | Pontos (Equipes) |
| ---- | ----------------- | -------------- | ------ | ---------- | ----------- | ---------------- |
| 1    | Daisuke Takahashi | Japão          | 276.72 | 94.00 (1)  | 182.72 (1)  | 12               |
| 2    | Patrick Chan      | Canadá         | 260.46 | 84.69 (2)  | 170.65 (2)  | 11               |
| 3    | Brian Joubert     | França         | 239.64 | 84.69 (4)  | 154.95 (4)  | 10               |
| 4    | Florent Amodio    | França         | 238.33 | 81.84 (5)  | 156.49 (3)  | 9                |
| 5    | Jeremy Abbott     | Estados Unidos | 234.37 | 86.98 (3)  | 147.39 (7)  | 8                |
| 6    | Takahiko Kozuka   | Japão          | 225.30 | 73.61 (8)  | 151.69 (5)  | 7                |
| 7    | Adam Rippon       | Estados Unidos | 222.73 | 74.93 (7)  | 147.8 (6)   | 6                |
| 8    | Kevin Reynolds    | Canadá         | 221.31 | 78.82 (6)  | 142.49 (8)  | 5                |
| 9    | Samuel Contesti   | Itália         | 210.00 | 73.38 (9)  | 136.62 (9)  | 4                |
| 10   | Zhan Bush         | Rússia         | 178.26 | 58.67 (12) | 119.59 (10) | 3                |
| 11   | Paolo Bacchini    | Itália         | 173.85 | 62.26 (10) | 111.59 (11) | 2                |
| 12   | Maxim Kovtun      | Rússia         | 172.46 | 60.93 (11) | 111.53 (12) | 1                |

### Individual feminino
| Pos. | Nome               | Nacionalidade  | Pontos | PC         | PL         | Pontos (Equipes) |
| ---- | ------------------ | -------------- | ------ | ---------- | ---------- | ---------------- |
| 1    | Akiko Suzuki       | Japão          | 187.79 | 67.51 (2)  | 120.28 (2) | 12               |
| 2    | Carolina Kostner   | Itália         | 185.72 | 69.48 (1)  | 116.24 (3) | 11               |
| 3    | Ashley Wagner      | Estados Unidos | 179.81 | 57.52 (5)  | 122.29 (1) | 10               |
| 4    | Adelina Sotnikova  | Rússia         | 169.69 | 56.12 (6)  | 113.57 (4) | 9                |
| 5    | Gracie Gold        | Estados Unidos | 169.65 | 59.07 (4)  | 110.58 (5) | 8                |
| 6    | Kanako Murakami    | Japão          | 159.62 | 63.78 (3)  | 95.84 (8)  | 7                |
| 7    | Alena Leonova      | Rússia         | 153.71 | 50.92 (9)  | 102.79 (6) | 6                |
| 8    | Valentina Marchei  | Itália         | 152.59 | 53.52 (8)  | 99.07 (7)  | 5                |
| 9    | Mae Berenice Meite | França         | 144.15 | 48.57 (11) | 95.58 (9)  | 4                |
| 10   | Amelie Lacoste     | Canadá         | 143.88 | 48.61 (10) | 95.27 (10) | 3                |
| 11   | Yretha Silete      | França         | 138.63 | 54.83 (7)  | 83.80 (11) | 2                |
| 12   | Cynthia Phaneuf    | Canadá         | 126.95 | 45.99 (12) | 80.96 (12) | 1                |

### Duplas
| Pos. | Nome                             | Nacionalidade  | Pontos | PC        | PL         | Pontos (Equipes) |
| ---- | -------------------------------- | -------------- | ------ | --------- | ---------- | ---------------- |
| 1    | Vera Bazarova / Yuri Larionov    | Rússia         | 180.70 | 62.02 (2) | 118.68 (1) | 12               |
| 2    | Meagan Duhamel / Eric Radford    | Canadá         | 177.62 | 59.27 (4) | 118.35 (2) | 11               |
| 3    | Narumi Takahashi / Mervin Tran   | Japão          | 177.56 | 64.92 (1) | 112.64 (4) | 10               |
| 4    | Caydee Denney / John Coughlin    | Estados Unidos | 175.98 | 58.93 (5) | 117.05 (3) | 9                |
| 5    | Stefania Berton / Ondrej Hotarek | Itália         | 158.74 | 59.28 (3) | 99.46 (5)  | 8                |
| 6    | Daria Popova / Bruno Massot      | França         | 119.10 | 42.07 (6) | 77.03 (6)  | 7                |

### Dança no gelo
| Pos. | Nome                               | Nacionalidade  | Pontos | DC        | DL         | Pontos (Equipes) |
| ---- | ---------------------------------- | -------------- | ------ | --------- | ---------- | ---------------- |
| 1    | Meryl Davis / Charlie White        | Estados Unidos | 183.36 | 72.18 (1) | 111.18 (1) | 12               |
| 2    | Tessa Virtue / Scott Moir          | Canadá         | 177.76 | 69.93 (2) | 107.83 (2) | 11               |
| 3    | Nathalie Péchalat / Fabian Bourzat | França         | 167.83 | 66.57 (3) | 101.26 (3) | 10               |
| 4    | Anna Cappellini / Luca Lanotte     | Itália         | 162.00 | 63.70 (4) | 98.30 (4)  | 9                |
| 5    | Elena Ilinykh / Nikita Katsalapov  | Rússia         | 146.84 | 60.44 (5) | 86.40 (5)  | 8                |
| 6    | Cathy Reed / Chris Reed            | Japão          | 119.55 | 49.47 (6) | 70.08 (6)  | 7                |